# روسری‌سوزان

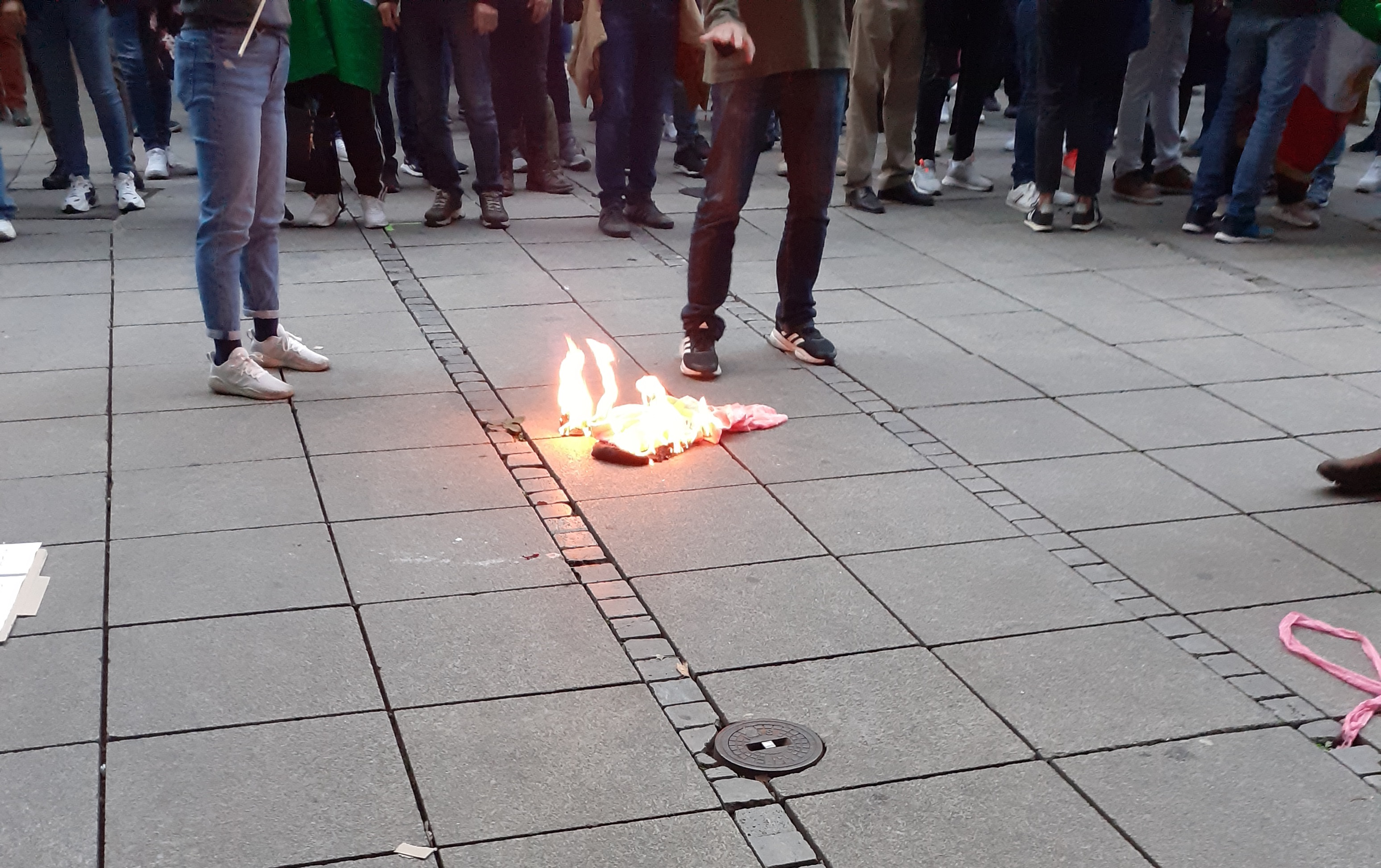
روسری‌سوزان در اشتوتگارت آلمان در اعتراضات پس از کشته‌شدن مهسا امینی

روسری‌سوزان یا کارزار آتش‌زدن روسری به عنوان نماد حجاب به نشانه مخالفت با حجاب اجباری در اعتراضات پس از کشته‌شدن مهسا امینی رخ داد. این حرکت نمادین که از تجمع اعتراضی در شهر ساری آغاز شد و به کل مناطق ایران رسید با واکنش‌های بسیاری مواجه شده‌است. شمار بسیاری از زنان در اعتراضات روسری از سر برداشتند و برخی روسری خود را آتش زدند.

## اقدامات
در سومین روز اعتراضات به کشته شدن مهسا امینی در تجمع دانشجویان دانشگاه بهشتی برخی از دانشجویان به این کارزار پیوستند. برخی زنان معترض چادر یا روسری خود را در اعتراض به حجاب اجباری از سر برمی‌دارند و در مواردی به آتش می‌کشند. تعداد زیادی از زنان در نازی‌آباد تهران، روسری‌های خود را در کانکس آتش گرفته پلیس می‌اندازند. زنان در تجمع اعتراضی منطقه نیاوران تهران نیز روسری‌های خود را سوزاندند. در اعتراضات ساوه نیز دو زن با برداشتن روسری خود رقصیدند و در میان شعارهای معترضان روسری‌ها را سوزاندند. در آبادان معترضان و زنانی که روسری خود را برداشته بودند با احاطه کردن یک مأمور نیروی انتظامی شعار «رضا شاه روحت شاد» سر دادند.

## واکنش‌ها
در واکنش به این کارزار و حجاب اجباری و همچنین اعتراضات صورت گرفته به گشت ارشاد کتایون ریاحی، شبنم فرشادجو، شیوا ابراهیمی و مریم بوبانی از جمله بازیگرانی بودند که در فضای عمومی روسری خود را برداشتند. علی شادمان با هشتگ #ژینا_امینی عکسی بی‌حجاب از خواهرش گذاشت و ابراز تاسف کرد که چرا خواهرش و زنانی مانند او نمی‌توانند هر طوری که خواستند بیرون بروند. شماری از دانش‌آموزان دختر مقطع متوسطه در بیانیه‌ای با عنوان «دانش‌آموزان پیشرو» اعلام کردند برای اعتراض به حجاب اجباری و بازداشت غیرقانونی دانش‌آموزان در جریان اعتراضات، روز دوشنبه مقنعه‌های خود را در مدارس از سر برخواهند داشت و شعار «نه روسری، نه توسری» سر خواهند داد. روزنامه ایران: «مراسم آتش‌زدن روسری به عنوان نماد حجاب برگزار کردند و رقص‌کنان و هلهله‌کنان فریاد زدند که خواسته‌شان دهن‌کجی به حکم الهی است.»

### اعتراضات دانش‌آموزان
دختران دانش‌آموز در هجدهمین روز اعتراضات ایران دست‌کم در استان‌های تهران، البرز، کردستان، و فارس،مازندران، با برداشتن مقنعه‌ها، چرخاندن آن بالای سر، و در مواردی حجاب‌سوزی، تظاهرات را به خیابان‌ها کشانده‌اند.

### تحریم فروش شال و روسری
برخی از طراحان و تولیدکنندگان اعلام کردند دیگر شال و روسری نمی‌فروشند یا برای آن طراحی نخواهند کرد.